# دنیاگیری کووید-۱۹ در لسوتو
دنیاگیری کووید–۱۹ در لسوتو بخشی از دنیاگیری کووید–۱۹ است که در اثر کروناویروس سندرم حاد تنفسی ۲ (SARS-CoV-2) در لسوتو گسترش یافت. ویروس در تاریخ ۱۳ مهٔ ۲۰۲۰ در این کشور شناسایی شد.
پیش از این تاریخ، لسوتو آخرین کشور آفریقایی بود که موردی از کووید–۱۹ در آن گزارش نشده بود.

## پیش‌زمینه
لسوتو در ابتدا توانایی انجام آزمایش کووید–۱۹ را نداشت و برای پیشگیری از شیوع، مرزهای خود با آفریقای جنوبی را بست. در ۱۸ مارس، با وجود نداشتن مورد تأییدشده، دولت وضعیت اضطراری ملی اعلام کرد، مدارس را بست و ورود مسافران را مشروط به قرنطینه ۱۴ روزه نمود.
توماس تابانه، نخست‌وزیر وقت، قرنطینه‌ای سه‌هفته‌ای از نیمه‌شب ۲۹ مارس اعلام کرد. نمونه‌های مشکوک برای آزمایش به مؤسسه ملی بیماری‌های واگیر آفریقای جنوبی ارسال می‌شد.

## شیوع
در اوایل ۲۰۲۱، موارد ابتلا به‌سرعت افزایش یافت؛ از جمله به دلیل آزادی زودهنگام بیماران از قرنطینه و رفت‌وآمد کارگران از آفریقای جنوبی. در ۸ ژانویه ۲۰۲۱، مقامات مرزی آفریقای جنوبی اعلام کردند که روزانه بیش از ۱۰۰ نفر از مسافران لسوتویی آزمایش مثبت دارند.

## خط زمانی

### مه ۲۰۲۰
لسوتو از ۵ مه برخی محدودیت‌های قرنطینه را کاهش داد.
نخستین مورد ابتلا در ۱۳ مه و دومین مورد در ۲۲ مه تأیید شد.
در پایان ماه مه، یکی از دو مورد تأییدشده همچنان فعال بود.

### ژوئن ۲۰۲۰
دو مورد جدید در ۳ ژوئن گزارش شد. هر دو نفر از کیپ‌تاون سفر کرده بودند.
در ۲۲ ژوئن، هشت مورد جدید گزارش شد: هفت نفر از آفریقای جنوبی و یک نفر از زیمبابوه آمده بودند.
در مجموع، ۲۵ مورد در ژوئن تأیید شد که شمار کل موارد را به ۲۷ رساند. سه بیمار در این ماه بهبود یافتند و در پایان ژوئن، ۲۳ مورد فعال باقی ماند.

### موارد بعدی
آمار ۲۰۲۰ در سال ۲۰۲۰، در مجموع ۳٬۲۰۶ مورد تأیید شد. ۱٬۴۹۶ نفر بهبود یافتند و ۵۱ نفر جان باختند. در پایان سال، ۱٬۶۵۹ مورد فعال باقی مانده بود.
آمار ۲۰۲۱ در سال ۲۰۲۱، تعداد ۲۶٬۴۴۶ مورد جدید گزارش شد که مجموع کل موارد را به ۲۹٬۶۵۲ رساند. ۱۴٬۳۲۶ بیمار در این سال بهبود یافتند و ۶۲۰ نفر نیز جان باختند و مجموع جان‌باختگان به ۶۷۱ نفر رسید. در پایان ۲۰۲۱، ۱۳٬۱۵۹ مورد فعال باقی بود.
مطالعهٔ مدل‌سازی‌شده از سوی دفتر منطقه‌ای سازمان جهانی بهداشت برای آفریقا نشان می‌دهد که شمار واقعی مبتلایان تا پایان ۲۰۲۱ در حدود ۹۸۰ هزار نفر و شمار واقعی مرگ‌ها در حدود ۷۰۰ نفر بوده‌است.
آمار ۲۰۲۲ در سال ۲۰۲۲، ۵٬۴۹۵ مورد تأیید شد و مجموع مبتلایان را به ۳۵٬۱۴۷ رساند. ۳۸ مورد مرگ در این سال ثبت شد و مجموع جان‌باختگان به ۷۰۹ رسید.
آمار ۲۰۲۳ در سال ۲۰۲۳، ۷۴۵ مورد جدید ثبت شد و مجموع کل موارد را به ۳۵٬۸۹۲ رساند. در این سال هیچ مورد مرگ جدیدی گزارش نشد.